# Egidio Bisol
Egidio Bisol (ur. 23 grudnia 1947 w Bassano del Grappa) – włoski duchowny rzymskokatolicki pracujący w Brazylii, w latach 2010–2023 biskup Afogados da Ingazeira.

## Życiorys
Święcenia kapłańskie przyjął 31 maja 1972 i został inkardynowany do diecezji Vicenza. Po święceniach został mianowany wikariuszem w Valdagno. W 1976 wyjechał do Brazylii i podjął pracę w diecezji Afogados da Ingazeira. Był m.in. wykładowcą diecezjalnych seminariów oraz wikariuszem generalnym. W latach 2008–2009 pracował na terenie diecezji Roraima.
7 października 2009 został mianowany biskupem Afogados da Ingazeira. Sakry biskupiej udzielił mu 9 stycznia 2010 abp Luis Gonzaga Silva Pepeu.
25 października 2023 papież przyjął jego rezygnację z pełnionego urzędu, złożoną ze względu na wiek. 